# تمام حرکات درست (فیلم)
تمام حرکات درست (به انگلیسی: All the Right Moves) فیلمی است محصول سال ۱۹۸۳ و به کارگردانی مایکل چاپمن است. در این فیلم بازیگرانی همچون تام کروز، کریگ تی. نلسن، لی تامپسون، چارلز سیوفی، گری گراهام، کریس پن، سندی فایسون، لیون رابینسون و تری اوکوئین ایفای نقش کرده‌اند.